# Akasinula sadanobui
Akasinula sadanobui är en fjärilsart som beskrevs av John Nevill Eliot och Kawazoé 1983. Akasinula sadanobui ingår i släktet Akasinula och familjen juvelvingar. Inga underarter finns listade i Catalogue of Life.